# Біберит
Біберит — рожево-червоний мінерал, сульфат кобальту ({\displaystyle {\ce {CoSO4*7H2O}}}). Назва походить від типового місцезнаходження мідного родовища в Бібері, Гессен, Німеччина. Його описували ще в 1700-х роках. Біберит переважно трапляється як вторинний мінерал, утворюючи кобальтвмісні арсенідні та сульфідні родовища шляхом окиснення.
Природні кристали бібериту можуть мати невелику кількість позицій у ґратці, де кобальт заміщений магнієм та міддю (Palache et al., 1960).

## Прояви
Окрім типового місцезнаходження в Гессені, біберит був знайдений у багатьох країнах Європи, Північної та Південної Америки, Африки, а також у Японії. У Греції біберит був вперше виявлений у 2000-х роках на родовищі Лавріон Pb-Ag-Zn, поліметалевому сульфідному родовищі, яке зазнало гіпергенного окиснення під час свого утворення. В Англії (Сполучене Королівство) біберит був знайдений відповідно у копальнях Penberthy Croft Mine та Wheal Alfred у Сент-Гіларі, Корнуолл, та Філлаку, Корнуолл.
Біберит вперше був виявлений у вулканічних печерах вулкана Ірасу, Коста-Рика, і про це повідомлялося у 2018 році. Мінерал ремерит був вперше виявлений в Айленд-Маунтін, округ Трініті, Каліфорнія, у США, в асоціації з біберитом разом з піротином, клодетитом, госларитом, фіброферитом та моренозитом, а опис мінералу з цього місця був опублікований у 1927 році. Поява бібериту в родовищі Айленд-Маунтін була зафіксована раніше, у 1923 році. Було виявлено, що уранова мінералізація в районі Камерон округу Коконіно, штат Аризона, містить біберит як один з видів кобальтового мінералу в асоціації з вторинними урановими мінералами, що утворюються внаслідок окиснення.